# Test kometowy
Test kometowy − test polegający na metodzie elektroforezy badania komórek w żelu agarozowym. Bada on uszkodzenia DNA oraz umożliwia wyszukanie metody, która pozwoliłaby uniknąć takich uszkodzeń.

## Procedura
- 1) "uwięzienie" próby badanej w żelu agarozowym pod mikroskopem.
- 2) liza komórek.
- 3) rozdział DNA za pomocą elektroferezy.
- 4) wybarwianie DNA fluorscencyjnie.
- 5) analiza uszkodzeń DNA:
  - "głowa komety" - nieuszkodzone pętle DNA
  - "ogon komety" - uszkodzone DNA